# Omiodes martini
Omiodes martini là một loài bướm đêm trong họ Crambidae.